# 아마가사키 교통사업 진흥

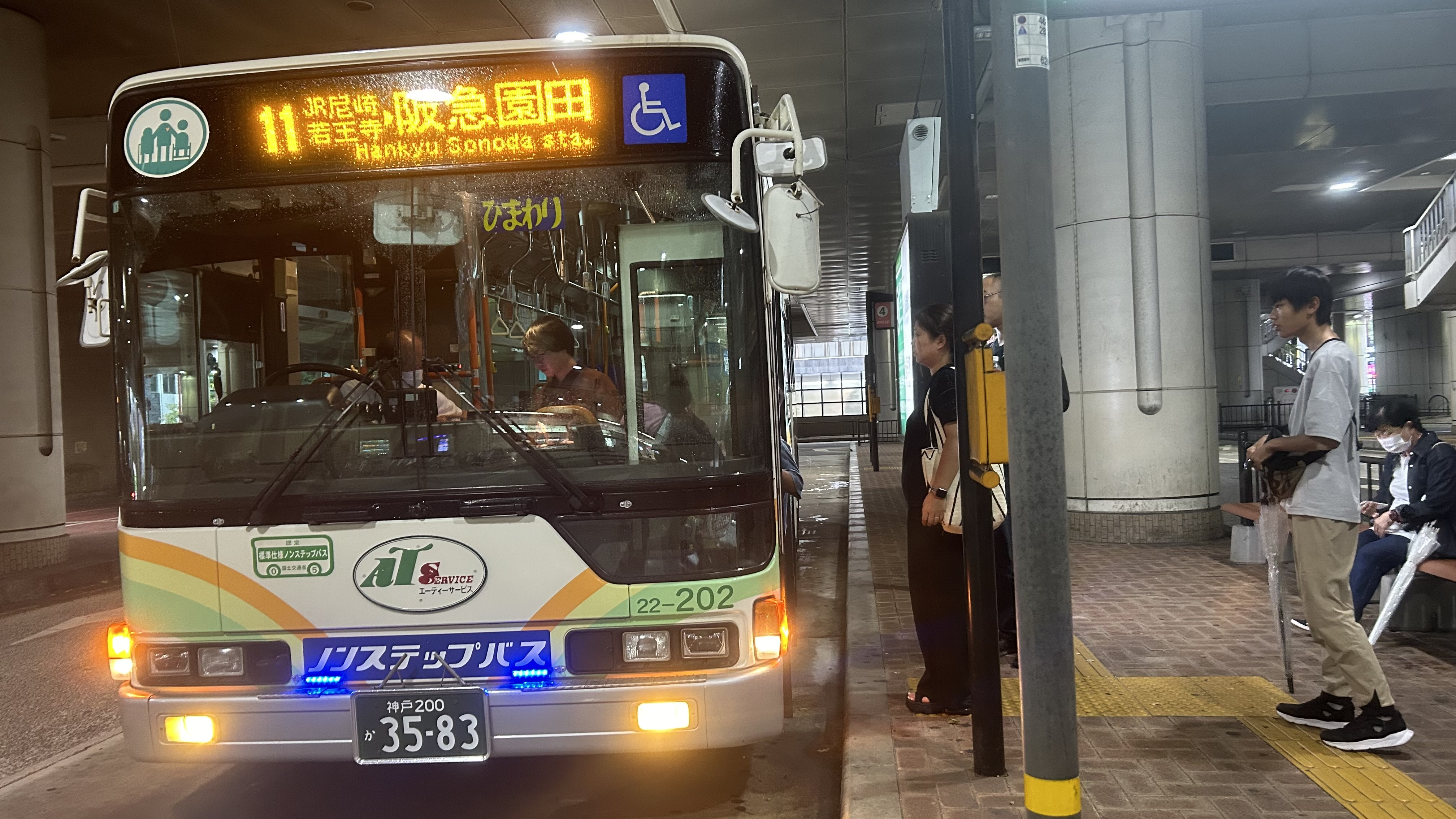
차량

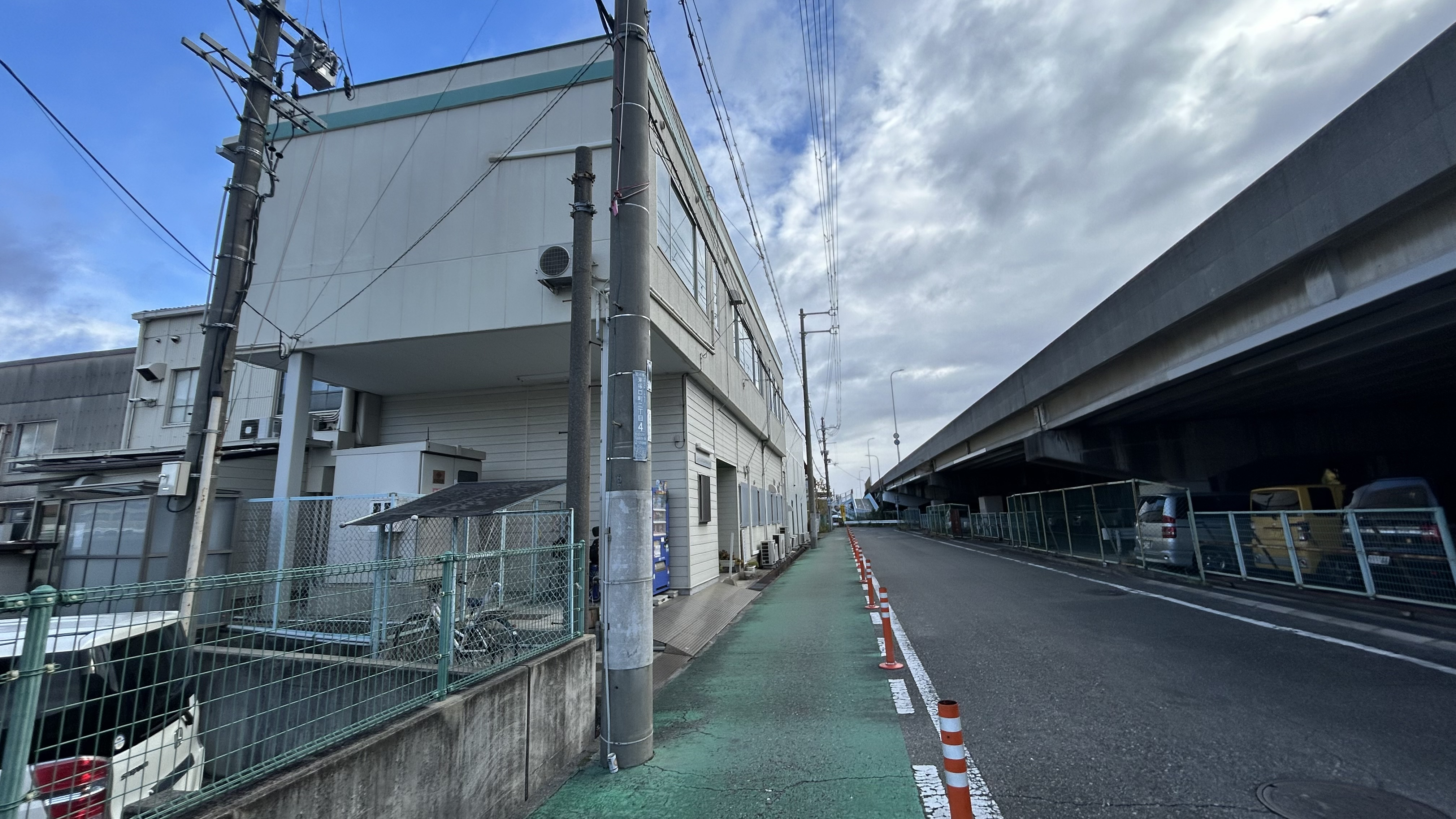
본사

아마가사키 교통사업 진흥(일본어: 尼崎交通事業振興)는 아마가사키시 버스회사. 통칭ATS. 한신버스 아마가사키 시내선 일부 노선을 위탁 운영하고 있다.

## 역사
- 1988년 4월 1일: 설립

## 운행 노선
운행 형태는 전 구간 낮시간대의 정보이다.

### 11번

#### 정류장 목록
한큐 소노다-코나카지마-유리학원-나코지-치카마쓰 공원-시로노호리-시모사카베-츠기야 2초메-시오에키타구치-시오에-JR 아마가사키-오다미나미 평생학습플라자 앞-공업고등학교-나가수혼도오리-킨라쿠지-니시나가수혼도오리2초메-니시나가수-아마가사키 종합문화센터-한신 아마가사키.

#### 운행 형태
- 평일에는 한신 아마가사키 방면은 1시간에 3편, 한큐 소노다 방면은 1시간에 3편이 있다. 19시부터 21시까지는 한큐 소노다→JR 아마가사키행이 운행된다.
- 토, 일, 공휴일은 한신 아마가사키 방면은 1시간에 2편, 한큐 소노다 방면은 1시간에 2편이 있다.

### 13번
- 자세한 내용은 츠카구치 영업소로

### 13-2번

#### 정류장 목록
한큐 츠카구치-미나미츠카구치초 1초메-미나미츠카구치초 7초메-신조게바시-오하마니시구치-조게수도청 앞-아마가사키 종합의료센터 정문 앞-아마가사키 종합의료센터-히가시나니와초 3초메-히가시나니와초 4초메-쇼와도로-한신아마가사키.

#### 운행 형태
- 평일에는 한신 아마가사키 방면은 1시간에 2편, 한큐 츠카구치 방면은 1시간에 2편이 있다.
- 토, 일, 공휴일은 휴무이다.

### 20번

#### 정류장 목록
JR이나데라-이나데라-이나데라-타노니시-타노-타노구치-경마장-시도우-히가시소노다초 3초메-히가시소노다초 4초메-한큐소노다-히가시소노다초 8초메-히가시소노다초 6초메-히가시 소노다.

#### 운행 형태
- 평일에는 히가시 소노다 방면은 1시간에 1편, JR 이나데라 방면은 1시간에 1편이다.
- 토, 일, 공휴일도 평일과 같다

### 21번

#### 정류장 목록
한큐 소노다-히가시 소노다초 4초메-히가시 소노다초 3초메-시도-경마장-덴노구치-소노다 히가시・니시 평생학습 플라자 앞-아마가사키 미소노 우체국 앞-미소노 단지-나코지-카미사카베-JR 쓰카구치-피콜로 극장-아마가사키 북부 경찰서-한큐 츠카구치.

#### 운행 형태
- 평일에는 한큐 츠카구치 방면은 1시간에 1편, 한큐 소노다 방면은 1시간에 1편이다.
- 토, 일, 공휴일은 한큐 츠카구치 방면은 1시간에 2편, 한큐 소노다 방면은 1시간에 2편이다.

### 21-2번

#### 정류장 목록
토노우치-토노우치쵸 3초메-토노우치쵸 2초메-토노우치바시-소노다히가시히가시 초등학교-히가시노다 8초메-한큐 소노다-히가시 소노다초 4초메-히가시 소노다초 3초메-시도-경마장-덴노구치-소노다 히가시・니시 평생학습 플라자 앞-아마가사키 미소노 우체국 앞-미소노 단지-나코지-카미사카베-JR 쓰카구치-피콜로 극장-아마가사키 북부 경찰서-한큐 츠카구치.

#### 운행 형태
- 평일에는 한큐 츠카구치 방면은 1시간에 1편, 토노우치 방면은 1시간에 1편이다.
- 토, 일, 공휴일은 휴무이다.

### 22번

#### 정류장 목록
한큐 소노다-히가시 소노다초 4초메-히가시 소노다초 3초메-시도-경마장-덴노구치-소노다 히가시・니시 평생학습 플라자 앞-아마가사키 미소노 우체국 앞-미소노 단지-나코지-치카마츠 공원-시로노호리-츠카구치 영업소 앞-쿠쿠치-오하마-스포츠 센터-니시나가수혼도오리2초메-니시나가수-아마가사키 종합문화센터-한신 아마가사키.

#### 운행 형태
- 평일에는 아침과 저녁 이후 한정으로 운영되는 주간 2편은 한신 아마가사키 → 츠카구치 영업소 앞행이 운행된다.
- 토, 일, 공휴일은 한신 아마가사키 방면은 1시간에 1편, 한큐 소노다 방면은 1시간에 1편이다.

### 22-2번

#### 정류장 목록
한큐 소노다-히가시 소노다초 4초메-히가시 소노다초 3초메-시도-경마장-덴노구치-소노다 히가시・니시 평생학습 플라자 앞-아마가사키 미소노 우체국 앞-미소노 단지-나코지-치카마츠 공원-시로노호리-츠카구치 영업소 앞-쿠쿠치-오하마니시구치-조게수도청 앞-아마가사키 종합의료센터-히가시나니와초 3초메-나미슈바시-니시나가수혼도오리2초메-니시나가수-아마가사키 종합문화센터-한신 아마가사키.

#### 운행 형태
- 평일에는 한신 아마가사키 방면은 1시간에 1편, 한큐 소노다 방면은 1시간에 1편이다.
- 토, 일, 공휴일은 휴무이다.

### 23번

#### 정류장 목록
토노우치-토노우치쵸 3초메-토노우치쵸 2초메-토노우치바시-소노다히가시히가시 초등학교-히가시노다 8초메-한큐 소노다-히가시 소노다초 8초메-야요이가오카-누카타-유조즈카-간사이페이인토마에-간자키-간자키바시-니카와-츠기야-하마-니카와1초메-후루카와-오다미나미 평생학습플라자 앞-JR아마가사키-나가스혼도리-킨라쿠지-니시나가수혼도오리2초메-니시나가수-아마가사키 종합문화센터-한신 아마가사키.

#### 운행 형태
- 평일에는 한신 아마가사키 방면이 1시간에 2편, 한신 아마가사키 방면이 1시간에 4편이 있으며, 4편 중 2편은 한신 아마가사키-JR 아마가사키 한정 운행이 있다.
- 토, 일, 공휴일도 평일과 같다.

### 24번

#### 정류장 목록
한큐 소노다-히가시 소노다초 8초메-야요이가오카-누카타-간자키 기타 단지-오조노-고탄다-츠기야-하마-니카와1초메-후루카와-오다미나미 평생학습플라자 앞-JR아마가사키-나가스혼도리-공업고등학교-조코지니시-조코지-쿠이세단지-쿠이세-한신쿠이세.

#### 운행 형태
- 평일에는 한신 쿠이세 방면은 1시간에 2편, 한큐 소노다 방면은 1시간에 2편이 있다.
- 토, 일, 공휴일도 평일과 같다.

### 30번
- 자세한 내용은 츠카구치 영업소로

### 31번

#### 정류장 목록
한큐 츠카구치-다치바나키타 평생학습플라자 앞-츠카구치 초등학교-아마가사키키타 초등학교-히가시토마츠-우에노시마-쿠리야마쵸 2초메-오니시-산탄다-장애인복지센터-나나마츠쵸 3초메-시청-다치바나 공원-조게수도청 앞-아마가사키 종합의료센터-히가시나니와초 3초메-나미슈바시-니시나가수혼도오리2초메-니시나가수-아마가사키 종합문화센터-한신 아마가사키.

#### 운행 형태
- 평일에는 한신 아마가사키 방면은 1시간에 1편, 한큐 츠카구치 방면은 1시간에 1편, 낮 시간대 한정으로 운행한다.
- 토, 일, 공휴일도 평일과 같다.

### 70번
- 자세한 내용은 츠카구치 영업소로

### AD3번

#### 정류장 목록
한큐 소노다-히가시 소노다초 8초메-야요이가오카-누카타-간자키 기타 단지-오조노-고탄다-츠기야-하마-니카와1초메-후루카와-오다미나미 평생학습플라자 앞-JR아마가사키-나가스혼도리-덴마신사-사협회관-히가시다이모쓰초 1초메-한신다이모쓰-히가시혼초 4초메-히가시혼초-마쓰시마초-하쓰시마초-코스모산업단지-아마가사키 드라이브 스쿨 앞.

#### 운행 형태
- 평일에는 아마가사키 드라이브 스쿨 앞 방면은 1시간에 1편, 한큐 소노다 방면은 1시간에 1편, 낮 시간대 한정으로 운행한다.
- 토, 일, 공휴일도 평일과 같다.

## 운임
- 어른 240엔 어린이 120엔[2]
- 1일 승차권은 어른 600엔 어린이 300엔[2]

- IC카드는 hanica PiTaPa ICOCA 이용 가능 입니다

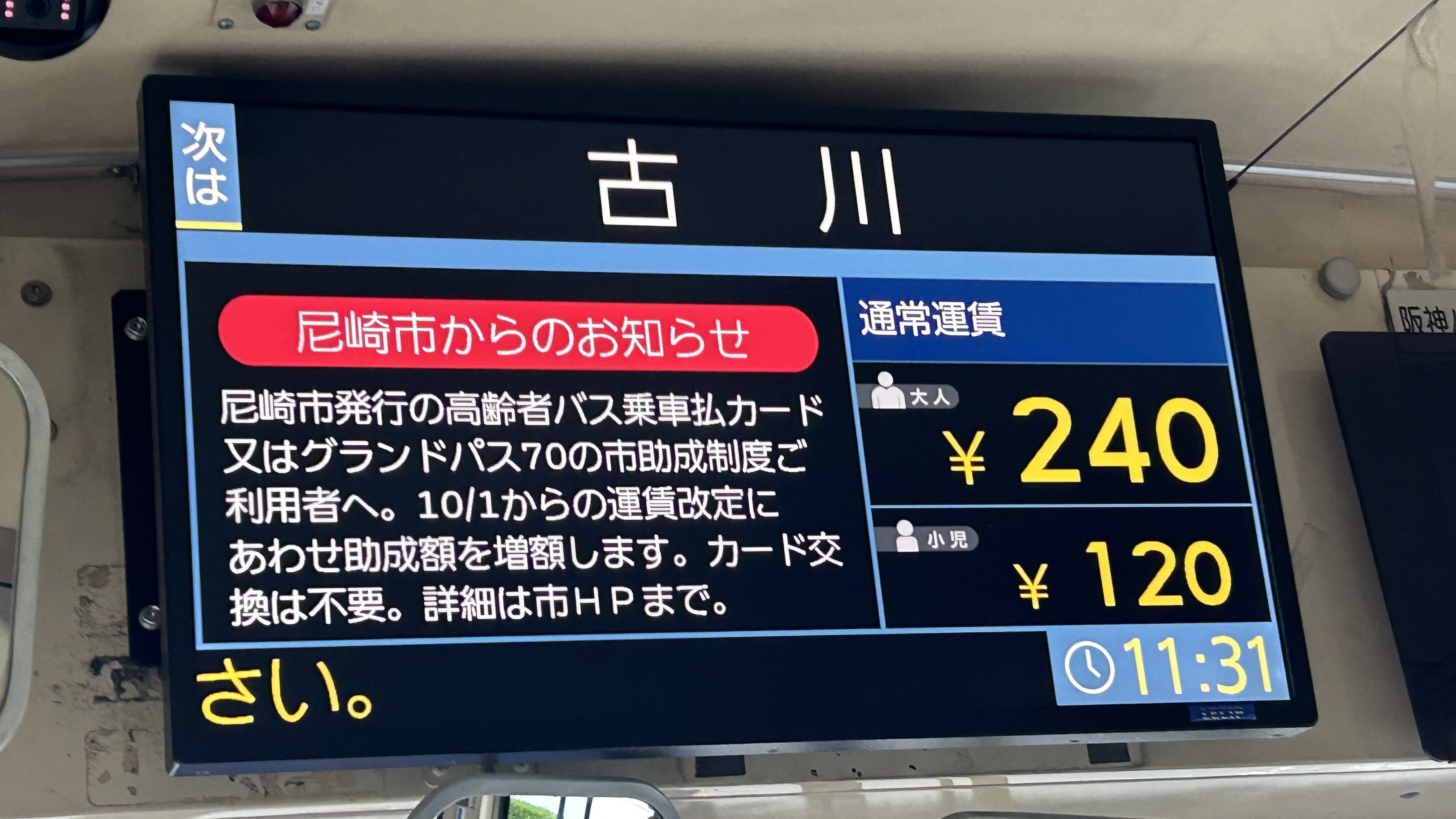
요금 안내

## 승차 방법
- 앞에서 타고 뒤에서 내린다[2].
- 승차 시 지불 거스름돈 방식.